# Inanga
El inānga (también conocido como enanga, ennanga, ikivuvu e indimbagazo ) es un instrumento musical tradicional que se toca en Burundi, Ruanda, Uganda y partes de la República Democrática del Congo. Consiste en una caja de resonancia ligeramente cóncava enmarcada por un grueso borde dentado que sujeta las cuerdas sobre la tabla. Las ināngas suelen tener entre seis y ocho cuerdas. 

## Construcción y uso
Los inangas miden entre 75 cm y 1 m de largo y entre 25 y 30 cm de ancho. Hay dos tipos de decoraciones para la caja de resonancia: incisiones en forma de estrella u óvalo, que se denominan «los ojos de la inanga» y sirven para distribuir el sonido, y marcas de madera quemada.  Los ināngas se elaboran con diversos árboles, como el igiháhe, el umwūngo, el umukoni o el umunyáre.

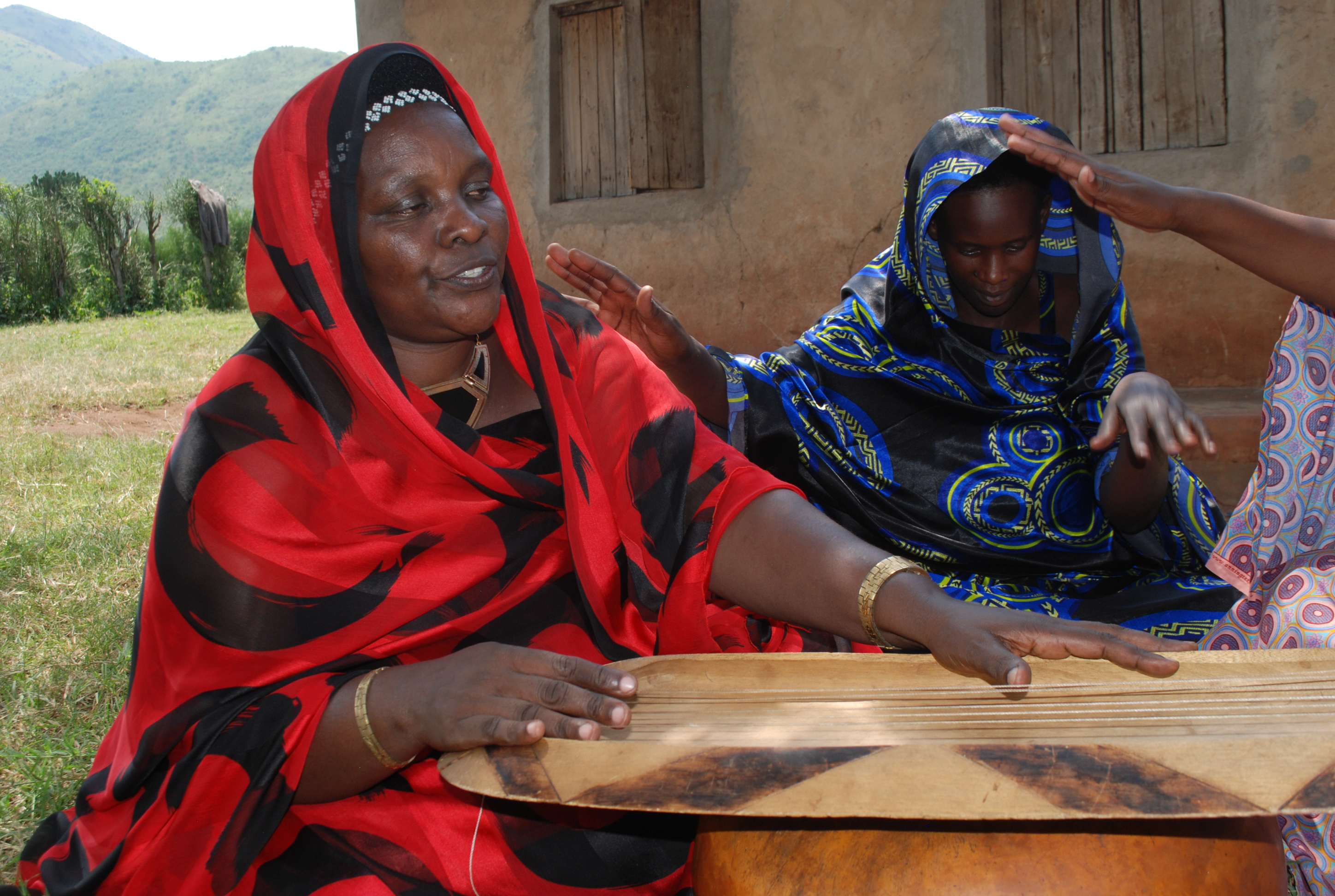
Una interpretación de inanga en Busongora (Uganda).

Para fabricar las cuerdas se utilizan fibras naturales; tradicionalmente se empleaban tripas de animal o músculo, pero hoy en día pueden utilizarse cuerdas de nailon y metal. Estas cuerdas suelen agruparse en las siguientes: el imihanuro, las dos cuerdas superiores, el imirya y'amajwi-ihibongoza, las cuerdas centrales, y el imyakiro, las dos últimas cuerdas. En realidad, las cuerdas consisten en una sola, muy larga, que se enhebra a través de las muescas.  Luego se fija a una clavija de madera.  El inanga sigue la escala pentatónica . El músico afina el instrumento apretando y aflojando el instrumento según corresponda. 
El intérprete adopta una postura sentada, apoyando el instrumento en su regazo. Las cuerdas se puntean en toda su longitud, pero se pueden hacer distinciones tímbricas punteando en diferentes puntos a lo largo de la longitud de las cuerdas.  El inanga casi siempre se toca para acompañar al intérprete que canta un motivo melódico repetido con una voz distinta y susurrante. Estas canciones suelen referirse al folclore tradicional, acontecimientos históricos, experiencias personales o incidentes cotidianos.

## Cultura

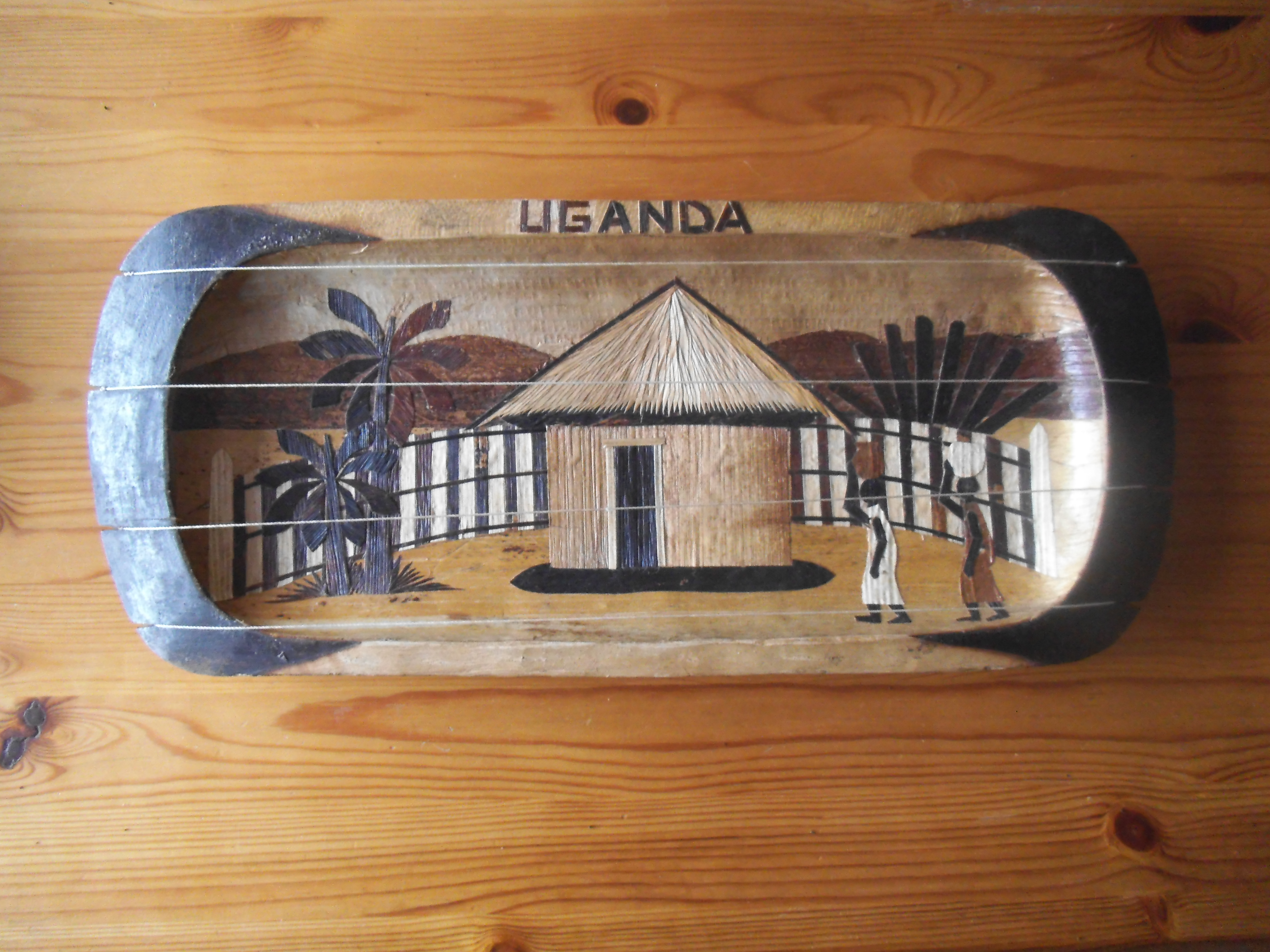
Un inanga de recuerdo de Kabale, Uganda.

En el pasado, el inanga era tocado principalmente por músicos profesionales para los jefes; normalmente interpretaban canciones épicas e históricas alabando a su patrón. 
A los niños no se les suele enseñar a tocar el inanga. El padre suele mantener su inanga en un lugar visible, y el niño aprende a tocar solo. Interpretar el inanga suele considerarse una actividad masculina, y la mayoría de los intérpretes de inanga conocidos son hombres. 
En Burundi, el inanga tradicionalmente se tocaba para los mwamis burundianos mientras descansaban por la noche. También se tocaba para las vacas, pues se creía que les encantaba su sonido. Se considera el primer instrumento inventado en el país.
En Ruanda, el inanga se considera uno de los instrumentos musicales más importantes y venerados. Algunos destacados interpretes de inanga ruandeses incluyen a: Thomas Kirusu,  Victor Kabarira, Sentore Masamba, Vianney Mushabizi, Jules Sentore, Joseph Sebatunzi, Daniel Ngarukiye y Sophie Nzayisenga. 